# Parque Nacional de Masoala
O Masoala National Park (em inglês) ou Parque Nacional de Masoala (em português), localizado em Madagáscar, é uma das maiores áreas protegidas desta ilha, no sudeste da África. Foi criado em 1997 e protege 2.300 quilômetros quadrados de floresta tropical e 100 quilômetros quadrados de parques nacionais marinhos (também incluindo Nosy Mangabe, uma ilha florestal localizada na baía de Antongil, perto da cidade de Maroantsetra). Sua área compreende metade da península de Masoala e é extremamente diversificada, gerida pela Autoridade dos Parques Nacionais de Madagáscar e pela Wildlife Conservation Society, com um dos patrocinadores mais importantes sendo o zoológico de Zurique. Devido à sua enorme dimensão e variedade de habitats, o parque protege a floresta tropical, a floresta costeira, estuários, manguezais e costões rochosos. Três parques marinhos protegem os recifes de coral e uma deslumbrante variedade de vida marinha. Ele é um importante foco de conservação, devido a seu ecossistema de floresta tropical; com diversas espécies endêmicas, incluindo o lêmure varecia-vermelho, a águia-cobreira de Madagascar, a coruja-malgaxe, o vanga-de-prévost, lagartixas do gênero Uroplatus, as menores espécies de camaleões do mundo (gênero Brookesia) e aproximadamente 6.000 espécies de plantas; metade das encontradas em todo o país, incluindo plantas carnívoras endêmicas do gênero Nepenthes (Nepenthes masoalensis). De julho a setembro, baleias-jubarte (Megaptera novaeangliae) migram para o interior da baía de Antongil, para o acasalamento e parto de seus filhotes. Segundo Eva Keller (2009) a pressão exercida por entidades conservacionistas, nesta área, está ameaçando a subsistência de muitos agricultores locais e seu modo de vida.

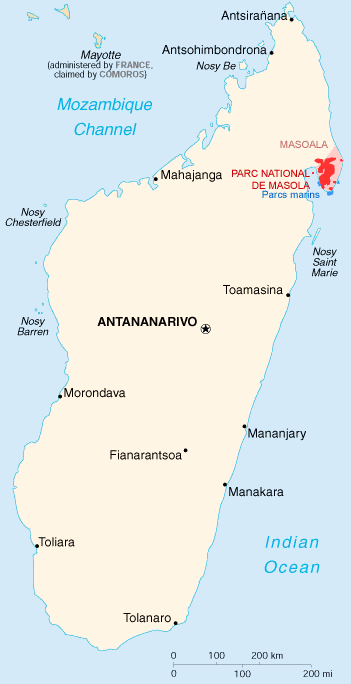
Em vermelho a área do Parque Nacional de Masoala.